# Відшаровування
Відшаровування — виходи гірських порід на земну поверхню. Природні відшаровування утворюються внаслідок геологічних процесів, штучні — під час гірничих робіт.
Приклади відшаровуваннь в Україні: відшаровування Грушанської світи та відшаровування Могилівської світи (обидві — Вінницька область).